# Bella Vista (Messico)
Bella Vista è un comune nello stato del Chiapas, Messico. Conta 20 157 abitanti secondo le stime del censimento del 2020.
Dal 1983, in seguito alla divisione del Sistema de Planeación, è ubicata nella regione economica VIII: SOCONUSCO.